# Placówka Straży Granicznej I linii „Borcz”
Placówka Straży Granicznej II linii „Borcz” – jednostka organizacyjna Straży Granicznej pełniąca służbę ochronną na granicy polsko-gdańskiej.

## Formowanie i zmiany organizacyjne
W drugiej połowie 1927 roku przystąpiono do gruntownej reorganizacji Straży Celnej. W praktyce skutkowało to rozwiązaniem tej formacji granicznej.
Rozporządzeniem Prezydenta Rzeczypospolitej Polskiej Ignacego Mościckiego z 22 marca 1928 roku, do ochrony północnej, zachodniej i południowej granicy państwa, a w szczególności do ich ochrony celnej, powoływano z dniem 2 kwietnia 1928 roku  Straż Graniczną. 
Rozkazem nr 1 z 29 kwietnia 1929 roku  w sprawie zmian organizacji Pomorskiego Inspektoratu Okręgowego komendant Straży Granicznej płk Jan Jur-Gorzechowski powołał do życia i ustalił organizację komisariatu „Kartuzy”. Placówka Straży Granicznej II linii „Borcz” znalazła się w jego składzie.
Rozkazem nr 3 z 29 listopada 1933 roku w sprawach organizacyjnych, komendant Straży Granicznej płk Jan Jur-Gorzechowski przemianował placówkę II linii „Borcz” na placówkę I linii.

## Struktura organizacyjna
Organizacja w czerwcu 1929 i w styczniu 1930:
- posterunek informacyjny Straży Granicznej „Borcz”
- posterunek informacyjny Straży Granicznej „Łapin”